# Ломки (Покровское сельское поселение)
Ломки — деревня в Гагаринском районе Смоленской области России. Входит в состав Покровского сельского поселения. Население — 5 жителей (2007 год).
Расположена в северо-восточной части области в 25 км к югу от Гагарина, в 20 км южнее автодороги М1 «Беларусь», на берегу реки Ключи. В 26 км севернее деревни расположена железнодорожная станция Гагарин на линии Москва — Минск.

## История
В годы Великой Отечественной войны деревня была оккупирована гитлеровскими войсками в октябре 1941 года, освобождена в марте 1943 года.